# Когнітивно-ономасіологічний аналіз
Когніти́вно-ономасіологі́чний аналіз — комбінований метод дослідження мотивації різноманітних номінативних класів, підґрунтям якого є двовекторний підхід дослідження номінаційних процесів: від структури знань про позначуване до ономасіологічної структури і навпаки. Метод розроблений українською дослідницею О.О. Селівановою. 

Когнітивно-ономасіологічний аналіз спрямований на дослідження номінаційних процесів і встановлення мотивації номінативних одиниць. Методика передбачає два етапи: інтерпретацію ономасіологічної структури та концептуальне моделювання структури знань про позначене та її фрагмента. Мотивація при цьому розглядається як наскрізна в процесі номінації лінгвопсихоментальна операція встановлення семантичної та формальної залежності між мотиватором і похідною номінативною одиницею на підставі різних компонентів структури знань про позначене. 

## Дивитись також
- Когнітивна лінгвістика